# Tactusa dohertyi
Tactusa dohertyi là một loài bướm đêm thuộc họ Erebidae. Nó được tìm thấy ở Java.
Sải cánh dài khoảng 10 mm. 